# 梶原しげる
梶原 しげる（かじわら しげる、1950年〈昭和25年〉7月26日  - ）は、日本のフリーアナウンサー。元文化放送アナウンサー。本名は梶原茂。
神奈川県茅ヶ崎市出身。東京成徳大学応用心理学部の客員教授を務める。

## 来歴・人物
神奈川県立外語短期大学付属高等学校卒業後、早稲田大学法学部に進学。大学在学中はハワイアンバンド サークル「ナレオ・ハワイアンズ」に在籍。ボーカルを担当（文化放送入社後もバンド活動を続けていたことがあった）。
1973年4月、文化放送にアナウンサーとして入社。その時の新人教育担当アナウンサーは『セイ!ヤング』のパーソナリティを務めていた、みのもんたで梶原は学生時代にラジオを聴いたことが殆ど無く、聞いたことがあったラジオ番組は『大学受験ラジオ講座』だったため、みのを知らなかった。若手時代はプロ野球中継の実況アナウンサーを務めたが、野球を知らなかったことで野球解説者の別所毅彦に叱られ、以降はスポーツ中継の実況は務めていない。2006年には日韓合作映画『力道山』にプロレス実況アナウンサー役で出演している。1982年、洋楽チャート番組『オールジャパン ポップ20』のパーソナリティを務める。この時期は本番組でパーソナリティを務めていた縁もあり、ビリー・ジョエル『アレンタウン』日本盤シングルのライナーノーツを手掛けている。日本テレビ『全国高等学校クイズ選手権』、テレビ朝日『こだわりTV PRE★STAGE』の司会を務め、テレビ番組にレギュラー出演していたことがある。高校生クイズの出演は福留功男の紹介だったという。演歌を英語に訳して歌うことを趣味としており、「イングリッシュ演歌家元　シーゲル・カジワラ」を名乗る。テレビ朝日『題名のない音楽会』に出演（1979年）。八代亜紀の『舟唄』を梶原が英訳して歌唱した『A boatman's song』が宝酒造「宝正宗」のCMに使用されてヒットした（1987年）。当時、発売したアルバム『梶原茂のイングリッシュ演歌』が2007年11月21日にCDとして再発売され、忘年会ソングとして話題となる。宝塚歌劇団の愛好家であることを公言している。1991年12月末、同社を退社。翌1992年1月1日に個人事務所「梶原放送局」を立ち上げて、フリーアナウンサーに転身。現芸名（名をひらがな）にした。
2000年4月、東京都北区の東京成徳大学大学院で臨床心理学を専攻して、修士課程修了。認定カウンセラー、シニア産業カウンセラー、健康心理士資格を取得する。2006年4月からは同大学人文学部客員教授に就任。「対人コミュニケーション論」を中心に講義している。2006年度からの中学1年の国語教科書『伝え合う言葉』（教育出版）で著書『口のきき方』（新潮新書）の一部が採用された。親の介護で実家へ通うなどで運転免許の取得の必要性が生じたため、2005年にオートマチック限定免許の自動二輪免許を取得。
2023年9月5日放送の『徹子の部屋』（テレビ朝日）で、アルツハイマー病であることを明らかにした。前年7月頃から、はっきりとした症状が現れたという。

## 過去の出演番組
ラジオ（文化放送アナウンサー時代を含む。注記のない限り、文化放送の番組出演）
- 文化放送ホームランナイター
- 桂竜也の夕焼けワイド
- セイ!ヤング
- オレンジ通り五番街
- オールジャパン ポップ20
- テクギン・サウンドスポット
- 電リク'75（1975年 - 1976年）
- 新宿音楽祭（1980年 - 1991年）
- ヤングタウンAM
- 梶原茂の元気いっぱい歌謡曲
- 男 梶原茂34 ダイナミックレーダー 歌謡ヒットパレード
- 梶原茂のラジオで大繁盛シリーズ
  - お昼の歌謡スタジオ 梶原茂のラジオで大繁盛（1985年度 上半期）
  - 梶原茂のラジオで大繁盛（1986年度 下半期）
  - 梶原茂のラジオでわっしょい大繁盛（1987年度 下半期）
- 梶原しげる（梶原茂）の本気でDONDON
- チャレンジ! 梶原放送局
- 梶原しげるのNEXT ONE（JFN）
- 梶原しげるのKAJIDAS（JFN）
- はみだし しゃべくりラジオ キックス（月曜日パーソナリティ、YBSラジオ）
- 梶原しげる 言葉のアンテナ（一部の全国 民放AMラジオ局で放送）

テレビ
- 全国高等学校クイズ選手権（日本テレビ系）
- こだわりTV PRE★STAGE（テレビ朝日）
- M10（マグニチュード テン）（テレビ朝日）
- 思い出音楽館（テレビ朝日）
- フードバトルクラブ（TBS系）
- ラスタとんねるず'94（フジテレビ系）
- 象印ニュースクイズ パンドラタイムス（テレビ朝日系）
- ごくらく生テレビ（日本テレビ系）
- 上岡龍太郎がズバリ!（TBS系）
- ジャングルTV ～タモリの法則～（毎日放送、TBS系）
- タモリ倶楽部（テレビ朝日、進行役）
- フレッシュ!（TBS系）
- 魔法のランプ!（フジテレビ系）
- とびっきり!しずおか（静岡朝日テレビ / 総合司会）
- えいごリアン（NHK教育）
- 奇跡の扉 TVのチカラ（テレビ朝日系）
- 朝まで生テレビ!（テレビ朝日系 / 代理司会）
- オジサンズ11（日本テレビ系、準レギュラー）
- TVチャンピオン（テレビ東京系）
- TVチャンピオン2（テレビ東京系）
- ダウンタウンのガキの使いやあらへんで!（日本テレビ）
- 新生活提案セレクションF（BS朝日、通販番組）
- セレクションX（テレビ朝日系、「新生活提案セレクションF」と同内容）
- 帰ってきた昭和の名曲（テレビ朝日系）
- SG競艇LIVE（日本レジャーチャンネル）
- ダウンタウンのガキの使いやあらへんで!!（日本テレビ系）(「ピカデリー梅田 緊急来日特番」など)
- ニッポンの頭脳（BS11デジタル）
- 〜宮森セーラ育成委員会〜けせらセーラ（BS11デジタル）
- 資格☆はばたく（2011年10月、NHK Eテレ。産業カウンセラーの講師）

## 著書

### 単著
- 『英語がみるみる上達するカラオケEnglish』梶原茂 講談社 1985
- 『歌え、カラオケEnglish すぐ歌えるカタカナ歌詞つき』梶原茂 講談社 1990
- 『元気にしゃべるめげずにしゃべる しゃべりを磨けば自分も回りも幸せになる!』かんき出版 2000
- 『口のきき方』（2003年、新潮新書）
- 『そんな言い方ないだろう』（2005年、新潮新書）
- 『友人代表の結婚スピーチ』（2005年、大泉書店）
- 『一目でわかる!!「図解版」口のきき方 これさえ読めば、コミュニケーション能力がアップします』PHP研究所 2005
- 『オトナな『答え方』 これが言えたら『真』社会人』（2005年、永岡書店）
- 『老会話　親子からビジネスまで、どう話す?どう接する?』（2006年、東洋経済新報社）
- 『プロアナウンサーの老人の心をつかむ会話術 親子からビジネスまで、どう話す?どう接する?』PHP文庫
- 『すべらない敬語』（2008年、新潮新書）
- 『話がうまい人はやっている「聞き管理」』徳間書店 2008
- 『「話す力」を10倍伸ばす本』三笠書房 2008
- 『梶原しげるのプロのしゃべりのテクニック 仕事に効く! 会議、プレゼン、商談、上司との会話…この1冊で完璧』日経ビジネスアソシエ編 日経BP社 2009
- 『最初の30秒で相手の心をつかむ雑談術』日本実業出版社 2009
- 『毒舌の会話術 引きつける・説得する・ウケる』幻冬舎新書 2009
- 『1分間説得術 相手をその気にさせる』PHP研究所 2010
- 『敬語力の基本 肝心なところは、だれも教えてくれない72のテクニック』日本実業出版社 2010
- 『即答するバカ』新潮新書 2010
- 『40歳からでも遅くない! その先伸びる人になる87の方法』大和書房 2011
- 『あぁ、残念な話し方! 台なしにするひと言、株を上げるひと言』青春新書インテリジェンス 2011
- 『うまく話せなくても生きていく方法 「口ベタ」は悪くない』PHP新書 2011
- 『心を動かす「伝え方」また会いたくなる「話し方」』講談社+α文庫 2012
- 『社会人なら絶対おさえておきたい敬語きほんのき』PHP研究所 2012
- 『遅刻をメールで伝えるバカ 「しゃべりのプロ」が教えるコミュニケーションプアから抜け出す秘術』廣済堂新書 2012
- 『ひっかかる日本語』(2012年、新潮新書)
- 『頭のなかのモヤモヤが言葉になる話し方レッスン 話し上手な人がしている「ビジュアル話法」の使い方』こう書房 2013
- 『英語、はじめました。 オヤジの体当たり英語勉強法』中経出版 2013
- 『会話のきっかけ』新潮新書 2014
- 『その物言い、バカ丸出しです 「軽く見られない」話し方』角川SSC新書 2014
- 『新米上司の言葉かけ 「困った」いまどき社員を変える30のルール』技術評論社 2015
- 『まずは「ドジな話」をしなさい 初対面からうまくいく人づきあいの極意』サンマーク出版 2016
- 『不適切な日本語』新潮新書、2016
- 『会話のしくじり 失敗から学ぶ「反面教師の会話学」』SB新書 2016
- 『おとなの雑談力』PHP文庫 2016
- 『無理なく楽しむおつきあい』第三文明社 2019
- 『イラッとさせない話し方』日経ビジネス人文庫 2020

### 共著
- 『遠藤誠・梶原しげるの愛と誠の人生相談』現代書館 1997